# اقتصاد نیویورک
اقتصاد نیویورک (به انگلیسی: Economy of New York City) دربرگیرنده بزرگترین اقتصاد شهری و منطقه‌ای در آمریکا است. نیویورک به پشتوانه وال استریت در منهتن جنوبی، منهتن، نیویورک مرکز اصلی مالی جهان شناخته شده‌است. نیویورک محل بورس نیویورک و نزدک دو بزرگترین بورس‌های جهان از لحاظ سرمایه و فعالیت دادوستدی است. در سال ۲۰۱۲ منطقه کلانشهری نیویورک با جمعیت ۲۰٬۳ میلیون نفری بیش از ۱٬۳۳ تریلیون دلار آمریکا درآمد ناخالص شهری (GMP) تولید کرد. منطقه آماری ترکیبی نیویورک درآمد ۱٬۵۵ تریلیون دلار تولید کرد. هر دوی این مناطق در سطح کشور با اختلاف بالا در جایگاه اول قرار داشتند و تقریباً معادل جی‌دی‌پی کره جنوبی را با داشتن کمتر از نصف جمعیت آن تولید می‌کنند. اقتصاد این شهر بیشتر فعالیت اقتصادی در ایالت‌های نیویورک و نیوجرسی را شامل می‌شود.